# Persatuan Sepak Bola Indonesia Bandung
Il Persib, acronimo di Persatuan Sepak Bola Indonesia Bandung, è un club di calcio indonesiano appartenente al gruppo dell'ex proprietario dell'Inter, Erick Thohir.
Il club ha sede a Bandung, nella zona dell'Ovest Giava.

## Proprietari
- Erick Thohir – 70%
- PT. Persib Bandung Bermartabat – 30%

## Palmarès

### Competizioni nazionali
- Campionato indonesiano: 3

1994-1995, 2013-2014, 2023-2024
- Perserikatan: 5

1937, 1961, 1986, 1989-1990, 1993-1994
- Celebes Cup: 1

2012

### Altri piazzamenti
- Campionato indonesiano:

Secondo posto: 2021-2022
Terzo posto: 2008-2009

## Performance nelle competizioni AFC
- Campionato d'Asia per club

1995-96: Quarti di finale
| Stagione | Competizione               | Turno            |                          | Club              | Casa | Trasferta |
| -------- | -------------------------- | ---------------- | ------------------------ | ----------------- | ---- | --------- |
| 1995-96  | Campionato d'Asia per club | Primo turno      | Thailandia (bandiera)    | Bangkok Bank      | 2–0  | 1–0       |
|          |                            | Secondo turno    | Filippine (bandiera)     | Pasay City        | 3–1  | 1–2       |
|          |                            | Quarti di finale | Giappone (bandiera)      | Verdy Kawasaki    | 2–3  | –         |
|          |                            | Quarti di finale | Corea del Sud (bandiera) | Ilhwa Chunma      | 2–5  | –         |
|          |                            | Quarti di finale | Thailandia (bandiera)    | Thai Farmers Bank | 1–2  | –         |

## Organico

### Rosa 2024
Aggiornata al 24 settembre 2024.
| N. |                        | Ruolo | Calciatore        |
| -- | ---------------------- | ----- | ----------------- |
| 1  | Indonesia (bandiera)   | P     | Fitrul Rustapa    |
| 2  | Paesi Bassi (bandiera) | D     | Nick Kuipers      |
| 5  | Indonesia (bandiera)   | D     | Kakang Rudianto   |
| 7  | Indonesia (bandiera)   | C     | Beckham Putra     |
| 8  | Indonesia (bandiera)   | C     | Abdul Aziz        |
| 9  | Indonesia (bandiera)   | C     | Ezra Walian       |
| 11 | Indonesia (bandiera)   | C     | Dedi Kusnandar    |
| 12 | Indonesia (bandiera)   | D     | Henhen Herdiana   |
| 13 | Indonesia (bandiera)   | A     | Febri Haryadi     |
| 14 | Indonesia (bandiera)   | P     | Teja Paku Alam    |
| 16 | Indonesia (bandiera)   | D     | Achmad Jufriyanto |
| 17 | Indonesia (bandiera)   | P     | Sheva Sanggasi    |
| 18 | Indonesia (bandiera)   | C     | Ferdiansyah       |
| 19 | Brasile (bandiera)     | A     | David da Silva    |
| 22 | Spagna (bandiera)      | D     | Alberto Rodríguez |

| N. |                      | Ruolo | Calciatore        |
| -- | -------------------- | ----- | ----------------- |
| 23 | Indonesia (bandiera) | C     | Marc Klok         |
| 27 | Indonesia (bandiera) | D     | Zalnando          |
| 32 | Indonesia (bandiera) | D     | Victor Igbonefo   |
| 34 | Indonesia (bandiera) | P     | Reky Rahayu       |
| 53 | Indonesia (bandiera) | D     | Rachmat Irianto   |
| 56 | Indonesia (bandiera) | C     | Rezaldi Hehanusa  |
| 70 | Indonesia (bandiera) | C     | Arsan Makarin     |
| 77 | Brasile (bandiera)   | C     | Ciro Alves        |
| 96 | Indonesia (bandiera) | C     | Ryan Kurnia       |
| 97 | Slovenia (bandiera)  | D     | Edo Febriansyah   |
| 99 | Indonesia (bandiera) | C     | Ridwan Ansori     |
|    | Spagna (bandiera)    | C     | Tyronne           |
|    | Filippine (bandiera) | P     | Kevin Ray Mendoza |

### Staff Tecnico
| Posizione            | Nome                                  |
| -------------------- | ------------------------------------- |
| Allenatore           | Bojan Hodak                           |
| Vice-Allenatore      | Made Wirawan Miro Petric Goran Paulić |
| Allenatore portieri  | Luizinho Passos                       |
| Preparatore atletico | Yaya Sunarya                          |
| Analista             | Jaino Matos                           |
| Medico del Club      | Mohamad Rafi Ghani                    |
| Massaggiatori        | Tatang Sutisna Iyang Mulyana          |

## Migliori marcatori
| Anni             | Giocatori           | Pre. | Goal |
| ---------------- | ------------------- | ---- | ---- |
| 2009–2011        | Cristian Gonzáles   | 88   | 42   |
| 2008–2011, 2013– | Hilton Moreira      | 78   | 32   |
| 2013–            | Sergio van Dijk     | 29   | 21   |
| 2006–2009        | Zaenal Arief        | 52   | 18   |
| 2008–            | Airlangga Sutjipto  | 87   | 18   |
| 2007             | Christian Bekamenga | 19   | 17   |
| 2011–2012        | Miljan Radović      | 46   | 16   |
| 2002, 2005–2011  | Eka Ramdani         | 121  | 15   |
| 2006–2008        | Redouane Barkaoui   | 55   | 14   |
| 2008–            | Atep                | 122  | 14   |
| 2005–2007        | Ekene Ikenwa        | 26   | 13   |

## Collegamento
- Ufficiale Web Sito
- Logo Persib